# الدوري الجنوبي لكرة القدم 1895–96
الدوري الجنوبي لكرة القدم 1895–96 (بالإنجليزية: 1895–96 Southern Football League)‏ هو موسم من الدوري الجنوبي الممتاز. فاز فيه نادي ميلوول.